# フローレンツ・ジーグフェルド・ジュニア
フローレンツ・ジーグフェルド・ジュニア（Florenz Ziegfeld, Jr.、1867年3月21日 - 1932年7月22日）は、アメリカ合衆国の舞台演出家、プロデューサー。
米国レヴュー界の第一人者であり、1907年から1931年まで、ブロードウェイで「ジーグフェルド・フォリーズ」と呼ばれる豪華なレヴューを興行するなど、スペクタクル性を重視した米国風レヴューを確立し、また数々のスターを発掘したことで知られる。

## 略歴
1867年3月21日（15日とする資料もある）にシカゴで生まれる。ドイツ移民である父親は音楽学校の経営で成功しており、比較的裕福な環境で育つ。また、幼い頃から広告や宣伝に関心を持つ。
1893年にシカゴ万国博覧会の客を見込んで父親がナイトクラブを開くものの経営に失敗、その窮地を救うため、後に「近代ボディビルの父」と呼ばれるようになるユージン・サンドウを起用し、サンドウの肉体美を使った宣伝活動を積極的に行なった結果、父親のナイトクラブに客が集まるようになる。その後、サンドウによる怪力ショーで巡業を始め、各地で成功を収めるが、2年後にサンドウとは円満な形で別れる。
次にジーグフェルドは舞台の興行に乗り出し、1896年にはポーランド生まれで内縁の妻でもあるフランス人女優アンナ・ヘルドを牛乳風呂などの宣伝文句を使ってスターにすることに成功、メディアを使った「スターメイキング」の仕組みを確立する。
1907年には初のレヴューとなる「ジーグフェルド・フォーリーズ」をプロデュース、その後1931年まで毎年公演を行う。この「フォーリーズ」はパリのフォリー・ベルジェールをモデルにしている。

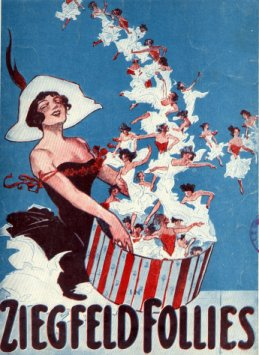
「ジーグフェルド・フォーリーズ」1912年のポスター

ジーグフェルドのショーに出演したことで名声を得たスターにはマリリン・ミラー、ウィル・ロジャース、レオン・エロル、バート・ウィリアムズ、ファニー・ブライス、エディ・カンターなどがいる。
1929年に起きた世界恐慌をきっかけに財産の多くを失う。1932年、かつて成功した公演をリバイバルするが、大不況の中、充分な収益を上げられず、同年の7月に胸膜炎で亡くなる。ジーグフェルドが残した借金を返すため、未亡人となったビリー・バークはその後20年以上に渡り、休みなく働くことになる。

## 私生活
女優のアンナ・ヘルドとは1897年から事実婚状態にあったが、ヘルドが既婚者だった（1908年に夫が死亡）こともあり、正式に結婚しないまま1913年に別れる。その翌年1914年に女優のビリー・バークと結婚、1女をもうける。

## ブロードウェイ・シアタ・プロダクション
| ブロードウェイ・シアター・プロダクション | ブロードウェイ・シアター・プロダクション | ブロードウェイ・シアター・プロダクション                                 |
| 年                                       | 題                                       | 特記                                                                     |
| ---------------------------------------- | ---------------------------------------- | ------------------------------------------------------------------------ |
| 1896                                     | A Parlor Match                           | ヘラルド・スクエア・シアター                                             |
| 1898                                     | The French Maid                          | ヘラルド・スクエア・シアター                                             |
| 1898                                     | Way Down East                            | マンハッタン・シアター                                                   |
| 1898                                     | The Turtle                               | マンハッタン・シアター                                                   |
| 1899                                     | Mlle. Fifi                               | マンハッタン・シアター                                                   |
| 1899                                     | The Manicure                             | マンハッタン・シアター                                                   |
| 1899–1900                                | Papa's Wife                              | マンハッタン・シアター                                                   |
| 1901–1902                                | The Little Duchess                       | カジノ・シアター、グランド・オペラ・ハウス                               |
| 1903–1904                                | Red Feather                              | リリック・シアター、グランド・オペラ・ハウス                             |
| 1903–1904                                | Mam'selle Napoleon                       | ニッカーボッカー・シアター                                               |
| 1904–1905                                | Higgledy-Piggledy                        | ウェバー&フィールズ・ブロードウェイ・ミュージック・ホール                |
| 1905                                     | Higgledy-Piggledy                        | ウェバー&フィールズ・ブロードウェイ・ミュージック・ホール                |
| 1906–1907                                | The Parisian Model                       | ブロードウェイ・シアター                                                 |
| 1907                                     | Follies of 1907                          | Jardin de Paris、リバティ・シアター、グランド・オペラ・ハウス            |
| 1908                                     | The Parisian Model                       | ブロードウェイ・シアター                                                 |
| 1908                                     | The Soul Kiss                            | ニューヨーク・シアター                                                   |
| 1908                                     | Follies of 1908                          | Jardin de Paris, ニューヨーク・シアター                                  |
| 1908–1909                                | Miss Innocence                           | ニューヨーク・シアター                                                   |
| 1909                                     | Follies of 1909                          | Jardin de Paris                                                          |
| 1909                                     | Miss Innocence                           | ニューヨーク・シアター                                                   |
| 1910                                     | Follies of 1910                          | Jardin de Paris                                                          |
| 1911                                     | Ziegfeld Follies of 1911                 | Jardin de Paris                                                          |
| 1912                                     | Over the River                           | グローブ・シアター                                                       |
| 1912                                     | A Winsome Widow                          | ムーラン・ルージュ                                                       |
| 1912–1913                                | Ziegfeld Follies of 1912                 | ムーラン・ルージュ                                                       |
| 1913                                     | Ziegfeld Follies of 1913                 | ムーラン・ルージュ                                                       |
| 1914                                     | Ziegfeld Follies of 1914                 | ニュー・アムステルダム・シアター                                         |
| 1915                                     | Ziegfeld Follies of 1915                 | ニュー・アムステルダム・シアター                                         |
| 1916                                     | Ziegfeld Follies of 1916                 | ニュー・アムステルダム・シアター                                         |
| 1916–1917                                | The Century Girl                         | センチュリー・シアター                                                   |
| 1917                                     | Dance and Grow Thin                      | ココナツ・グローヴ・シアター                                             |
| 1917                                     | Ziegfeld Follies of 1917                 | ニュー・アムステルダム・シアター                                         |
| 1917                                     | The Rescuing Angel                       | ハドソン・シアター                                                       |
| 1917–1918                                | Miss 1917                                | センチュリー・シアター                                                   |
| 1917–1918                                | A Night in Spain                         | ココナツ・グローヴ・シアター                                             |
| 1918                                     | Ziegfeld Follies of 1918                 | ニュー・アムステルダム・シアター、グローブ・シアター                     |
| 1918                                     | Ziegfeld Midnight Frolic                 | ジーグフェルド・ルーフ                                                   |
| 1918                                     | By Pigeon Post                           | ジョージ・M・コウアン・シアター                                          |
| 1919                                     | Ziegfeld Follies of 1919                 | ニュー・アムステルダム・シアター                                         |
| 1919                                     | Ziegfeld Nine O'Clock Review             | ニュー・アムステルダム・シアター・ルーフ                                 |
| 1919                                     | Ziegfeld Midnight Frolic                 | デンス・ド・フォリーズ                                                   |
| 1919                                     | Caesar's Wife                            | リバティ・シアター                                                       |
| 1919–1920                                | Elsie Janis and Her Gang                 | ジョージ・M・コウアン・シアター                                          |
| 1920                                     | Ziegfeld Girls of 1920                   | デンス・ド・フォリーズ                                                   |
| 1920                                     | Ziegfeld Follies of 1920                 | ニュー・アムステルダム・シアター                                         |
| 1920–1922                                | Sally                                    | ニュー・アムステルダム・シアター                                         |
| 1921                                     | Ziegfeld Midnight Frolic                 | ジーグフェルド・ルーフ                                                   |
| 1921                                     | Ziegfeld 9 O'Clock Frolic                | デンス・ド・フォリーズ                                                   |
| 1921                                     | Ziegfeld Follies of 1921                 | グローブ・シアター                                                       |
| 1921–1922                                | The Intimate Strangers                   | ヘンリー・ミラー・シアター                                               |
| 1921–1922                                | Ziegfeld Midnight Frolic                 | デンス・ド・フォリーズ                                                   |
| 1922                                     | Ziegfeld Follies of 1922                 | ニュー・アムステルダム・シアター                                         |
| 1922–1923                                | Rose Briar                               | エンパイア・シアター                                                     |
| 1923                                     | Ziegfeld Follies of 1923                 | ニュー・アムステルダム・シアター                                         |
| 1923                                     | Sally                                    | ニュー・アムステルダム・シアター                                         |
| 1923–1924                                | Ziegfeld Follies of 1923                 | ニュー・アムステルダム・シアター                                         |
| 1923–1925                                | Kid Boots                                | アール・キャロル・シアター、ソーウィン・シアター                         |
| 1924–1925                                | Ziegfeld Follies of 1924                 | ニュー・アムステルダム・シアター                                         |
| 1924–1925                                | Annie Dear                               | タイムズ・スクエア・シアター                                             |
| 1925                                     | Louis the 14th                           | コスモポリタン・シアター                                                 |
| 1925                                     | Ziegfeld Follies of 1925                 | ニュー・アムステルダム・シアター                                         |
| 1926                                     | No Foolin'                               | グローブ・シアター                                                       |
| 1926–1927                                | Betsy                                    | ニュー・アムステルダム・シアター                                         |
| 1927–1928                                | Rio Rita                                 | ジーグフェルド・シアター、リリック・シアター、マジェスティック・シアター |
| 1927–1928                                | Ziegfeld Follies of 1927                 | ニュー・アムステルダム・シアター                                         |
| 1927–1929                                | ショウボート Show Boat                   | ジーグフェルド・シアター                                                 |
| 1928                                     | Rosalie                                  | ジーグフェルド・シアター                                                 |
| 1928                                     | The Three Musketeers                     | リリック・シアター                                                       |
| 1928–1929                                | フーピー Whoopee!                        | ニュー・アムステルダム・シアター                                         |
| 1929                                     | Ziegfeld Midnight Frolic                 | フロリック・シアター                                                     |
| 1929                                     | Show Girl                                | ジーグフェルド・シアター                                                 |
| 1929–1930                                | Bitter Sweet                             | ジーグフェルド・シアター、シュバート・シアター                           |
| 1930                                     | Simple Simon                             | ジーグフェルド・シアター                                                 |
| 1930–1931                                | Smiles                                   | ジーグフェルド・シアター                                                 |
| 1931                                     | Ziegfeld Follies of 1931                 | ジーグフェルド・シアター                                                 |
| 1932                                     | Hot-Cha!                                 | ジーグフェルド・シアター                                                 |
| 1932                                     | Show Boat                                | カジノ・シアター                                                         |

## ジーグフェルドを扱った作品

### 映画
- 巨星ジーグフェルド（1936年、ジーグフェルド役：ウィリアム・パウエル）
- ジーグフェルド・フォリーズ（1945年、ジーグフェルド役：ウィリアム・パウエル）

### 舞台
- レビュー交響楽（1986年、ジーグフェルド役：峰さを理）